# Nagy Marianna (műkorcsolyázó)
Nagy Marianna, Bagdi Lajosné (Szombathely, 1929. január 13. – Budapest, 2011. május 3.) olimpiai bronzérmes, Európa-bajnok műkorcsolyázó, edző, Nagy László műkorcsolyázó húga.

## Élete és pályafutása
1943-tól a Budapesti Korcsolyázó Egylet (BKE), 1949-től a MÉMOSZ SE (Magyar Építőmunkások Országos Szövetsége Sport Egyesület), 1951-től a Budapesti Építők, 1953-tól a Csepeli Vasas, illetve a Csepel SC műkorcsolyázója volt.
1947 és 1958 között szerepelt a magyar válogatottban. Testvérével, Nagy Lászlóval versenyzett, páros műkorcsolyázásban több mint egy évtizeden keresztül a világ élvonalába tartoztak. Három téli olimpián vettek részt, 1952-ben Oslóban, majd 1956-ban Cortina D’Ampezzoban a harmadik helyen végeztek. Az 1950. évi oslói és az 1955. évi budapesti Európa-bajnokságon aranyérmesek lettek. Pályafutásukat az 1958-as pozsonyi Európa-bajnokság után fejezték be.
Visszavonulása után 1966-ig a Magyar Jégrevü vezető szólistája volt. 1956-ban a Testnevelési Főiskolán edzői, majd 1964-ben szakedzői oklevelet szerzett, és a Budapesti Petőfi, később a BSE (Budapest Sport Egyesület) vezetőedzője lett. 1970-től egyúttal a Testnevelési Főiskola Sportvezető és Edzőképző Intézetében a műkorcsolya szakelőadója volt. 
1977-től 1984-ig a Jászberényi LEHEL SC (később JLSE Jászberény Lehel Sport Egyesület) sikeres vezetőedzője. Ezen időszak alatt munkásságával és odaadásával mind páros- mind egyéni műkorcsolyázásban utánpótlás korosztályokban több bajnoki győzelemhez és rengeteg egyéb helyezéshez segítette tanítványait.
1984-ben történt nyugalomba vonulása után Szegeden, később Szombathelyen utánpótlásedzőként tevékenykedett.
Szerepelt a Téli rege (1953, rendező: Bodrossy Félix) és a Napfény a jégen (1961, rendező: Bán Frigyes) című filmekben.
Életéről és sikereiről Jégkirálynő címmel Boros Ferenc és Horváth Zoltán szombathelyi alkotópáros készített filmet.

## Sporteredményei
- olimpiai 3. helyezett (1952, 1956)
- olimpiai 7. helyezett (1948)
- háromszoros világbajnoki 3. helyezett (1950, 1953, 1955)
- világbajnoki 4. helyezett (1949)
- világbajnoki 7. helyezett (1948)
- kétszeres Európa-bajnok (1950, 1955)
- négyszeres Európa-bajnoki 2. helyezett (1949, 1953, 1956, 1957)
- Európa-bajnoki 3. helyezett (1952)
- Európa-bajnoki 4. helyezett (1958)
- Európa-bajnoki 6. helyezett (1948)
- főiskolai világbajnok (1950, 1956)
- főiskolai világbajnoki 2. helyezett (1949)
- nyolcszoros magyar bajnok (1950–1952, 1954–1958)

## Díjai, elismerései
- Magyar Népköztársasági Sportérdemérem ezüst fokozat (1951)[5]
- A Magyar Népköztársaság kiváló sportolója (1951)[6]
- A Magyar Népköztársaság Érdemes Sportolója (1954)[7]